# Terebella californica
Terebella californica är en ringmaskart som först beskrevs av Moore 1904.  Terebella californica ingår i släktet Terebella och familjen Terebellidae. Inga underarter finns listade i Catalogue of Life.